# Oh Se-woong
Dans ce nom coréen, le nom de famille, Oh, précède le nom personnel.
Oh Sae-Woong, (en coréen : 오세웅), né le 20 juin 1961, est un ancien joueur sud-coréen de basket-ball.